# Dawn French

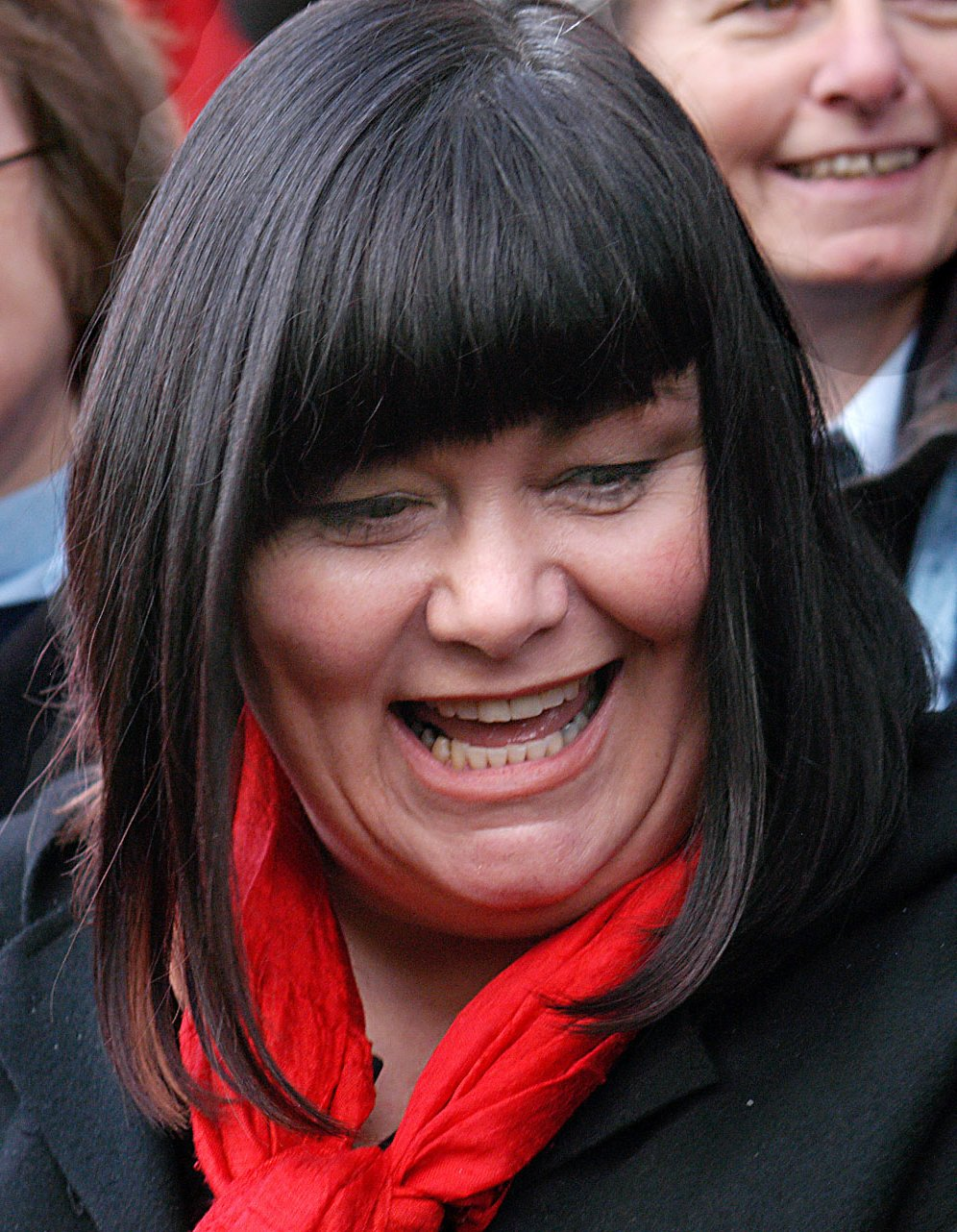
Dawn French (2005)

Dawn Roma French (* 11. Oktober 1957 in Holyhead, Wales) ist eine britische Schauspielerin und Komikerin. Sie ist vor allem durch die Comedy-Serie French & Saunders, in der sie zusammen mit Jennifer Saunders gearbeitet hat, bekannt.

## Wirken
French begann ihre Karriere als Mitglied von The Comic Strip. Dieser Zusammenschluss von Komikern war ein Teil der alternativen Comedy-Szene in England in den frühen 1980er-Jahren. Während dieser Zeit lernte sie auch ihren späteren Ehemann Lenny Henry kennen, mit dem sie bis 2010 verheiratet war und eine Tochter adoptierte. Bei ihrer Ausbildung an der Central School of Speech and Drama in London lernte sie auch ihre spätere Partnerin Jennifer Saunders kennen. Im Jahr 1987 starteten die beiden die britische Comedy-Serie French & Saunders.
Dawn French engagiert sich schon seit Jahren für das Benefiz-Projekt Comic Relief, aus dem unter anderen auch der „Red Nose Day“ hervorgegangen ist. So steuert sie gemeinsam mit Jennifer Saunders fast in jedem Jahr neue Sketche für die Sendungen in England bei. Auch bei verschiedenen Musikprojekten in diesem Zusammenhang war sie schon vertreten, so unter anderen in einer Benefizversion des Beatles-Hits „Help!“, den French & Saunders als Lananeeneenoonoo gemeinsam mit der Popgruppe Bananarama gesungen haben.
1986 hatte sie an der Seite ihrer Schauspiel-Kollegen Richard Vernon, Hugh Laurie und Peter Vaughan einen Auftritt in Kate Bushs Musikvideo Experiment IV.
French spielt ferner auch noch erfolgreich Theater und ist hin und wieder in Filmen zu sehen. So spielte sie beispielsweise die „Fat Lady“ in Harry Potter und der Gefangene von Askaban. Ihre Stimme kennt man weiterhin als Synchronsprecherin in Filmen wie Watership Down. 2005 konnte man ihre Stimme in der Original-Version des Filmes Die Chroniken von Narnia: Der König von Narnia als Frau Biber hören. Anfang 2006 spielte Dawn French zusammen mit Alison Moyet und June Watson die schwarze Komödie Smaller, welche nicht nur im Londoner Lyric Theatre, sondern auch in weiteren britischen Städten einen großen Erfolg hatte.
Von 1994 bis 2007 spielte sie die Titelrolle der britischen Sitcom The Vicar of Dibley. 2008 spielte sie die Herzogin von Crackentorp in Gaetano Donizettis Oper La fille du régiment im Royal Opera House in London.

## Auszeichnungen
- 2002: Goldene Rose von Montreux – Ehrenrose gemeinsam mit Jennifer Saunders
- 2007: Rose d’Or in der Kategorie Comedy, gemeinsam mit Richard Curtis für The Vicar of Dibley
- 2009: Ehrenpreis der British Academy of Film and Television Arts (BAFTA), gemeinsam mit Jennifer Saunders

## Filmografie (Auswahl)

### Filme
- 1996: Die Legende von Pinocchio (The Adventures of Pinocchio)
- 1997: Treasure Island
- 1999: David Copperfield
- 2001: We Know Where You Live
- 2004: Harry Potter und der Gefangene von Askaban (Harry Potter and the Prisoner of Azkaban)
- 2005: Die Chroniken von Narnia: Der König von Narnia (The Chronicles of Narnia: The Lion, the Witch and the Wardrobe)
- 2006: Love and Other Disasters
- 2009: Coraline
- 2010: Konferenz der Tiere (englische Version)
- 2010: Harry Potter and the Forbidden Journey (Kurzfilm)
- 2020: Der kleine Roald Dahl und die Maus (Roald & Beatrix: The Tail of the Curious Mouse)
- 2022: Tod auf dem Nil (Death on the Nile)

### Fernsehserien
- 1987–2005: French & Saunders
- 1992: Absolutely Fabulous
- 1994–2007: The Vicar of Dibley
- 2006: Agatha Christie’s Marple
- 2008–2011: Lark Rise to Candleford
- 2013–2014: The Wrong Mans – Falsche Zeit, falscher Ort (The Wrong Mans)
- 2013: Heading Out
- 2024: The Masked Singer (Musiksendung, Gastjurorin)